# Mac Miller

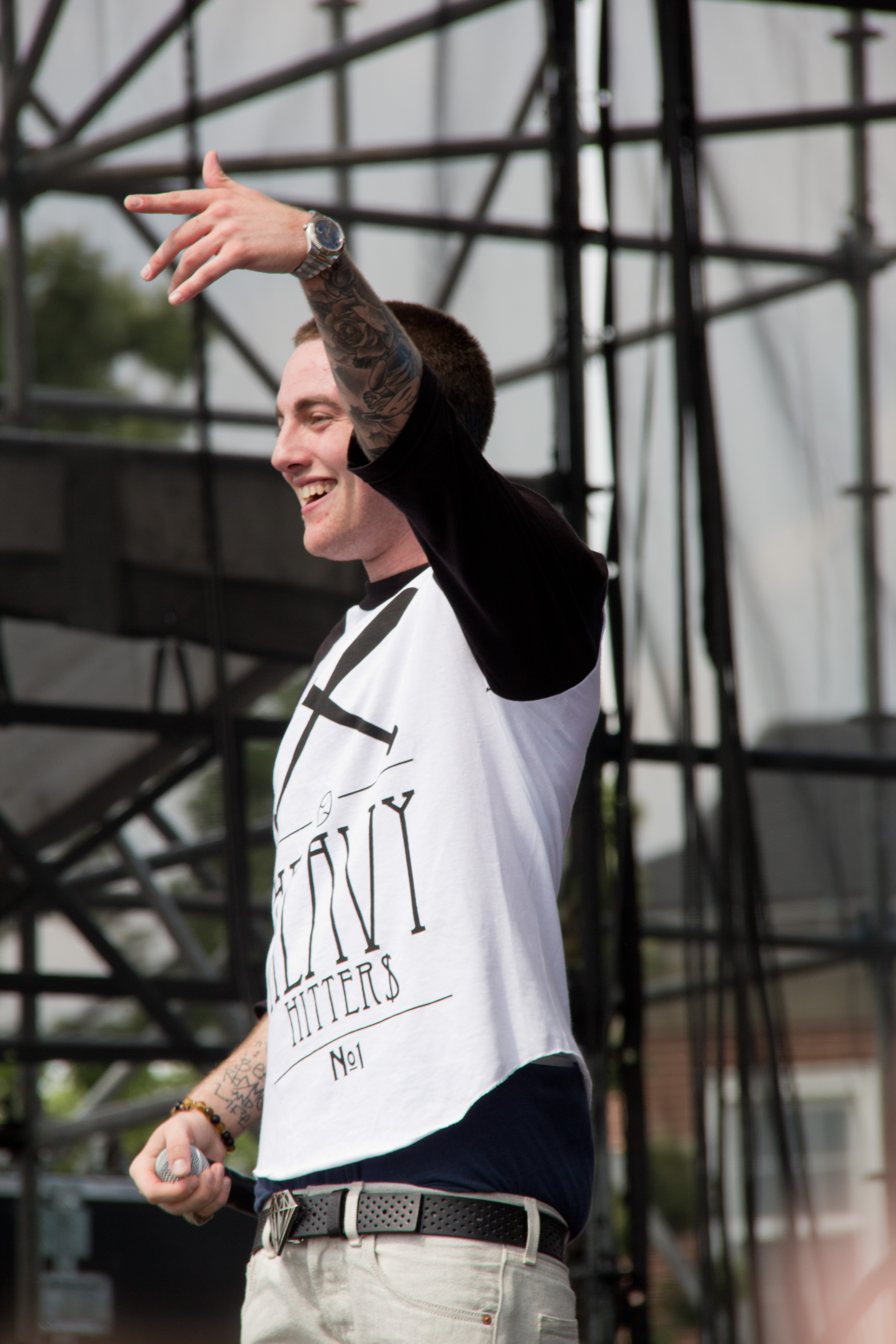
Miller podczas występu na NYC Governor’s Ball w 2011

Mac Miller, właśc. Malcolm James McCormick Junior (ur. 19 stycznia 1992 w Pittsburghu, zm. 7 września 2018 w San Fernando Valley) – amerykański raper, autor tekstów i producent muzyczny.

## Pierwsze kroki
Malcolm McCormick urodził się 19 stycznia 1992. Był dzieckiem architekta i fotografki, mieszkał w dzielnicy Point Breeze miasta Pittsburgh w stanie Pennsylvania. Jego ojciec jest chrześcijaninem, a matka wyznaje judaizm. Malcolm został wychowany w tradycji żydowskiej. Przed szkołą Taylor Allderdice High School Malcolm uczęszczał do Winchester Thurston School. W liceum zdecydował, że skupi się na swojej karierze solowej. Rozwijał się również muzycznie, opanował grę na fortepianie, gitarze, perkusji i gitarze basowej.

## Kariera

### Początki
Przed rozpoczęciem kariery solowej Miller był częścią grupy The Ill Spoken współtworząc ją z raperem z Pittsburgha Beedie’m. The Ill spoken wydali mixtape How High w 2008 roku. Wtedy zmienił pseudonim na Mac Miller, wcześniej znany był jako EZ Mac, i wydał mixtape But My Macking Ain’t Easy w 2007 roku w wieku 15 lat. W 2009 roku Mac Miller wydał dwa mixtape’y „The Jukebox: Prelude to Class Clown” i „The High Life” zanim otrzymał promocje od Rostrum Records.

### 2010–2013: Przełom, Blue Slide Park i Watching Movies...
Na początku 2010 roku Miller był promowany przez Rostum Records. Prezes Rostrum Benjy Grinberg poznał Millera podczas nagrania z Wiz Khalifa w ID Labs. Grinberg zaczął udzielać porady Millerowi jednak on nie wykazał żadnego zainteresowania i zaangażowania w swoją karierę, aż artysta rozpoczął pracę nad mixtapem „K.I.D.S” kiedy, jak sam później powiedział HitQuarters, Grinberg „zauważył dojrzewanie w jego brzmieniu i podejściu do muzyki.” W tym momencie Miller zaczął przyciągać zainteresowanie różnych wytwórni fonograficznych, ale wybrał Rostrum ze względu na położenie w jego mieście i współpracę z Wiz Khalifa. K.I.D.S. został wydany przez wytwórnię w sierpniu 2010. Mixtape został zainspirowany przez film Kids.
Znaczący przełom nastąpił pod koniec 2010 roku, kiedy Miller rozpoczął swoją pierwszą trasę „Incredibly Dope Tour”, wyprzedając bilety w każdym miejscu na trasie.
Miller wydał mixtape zatytułowany „Best Day Ever”. Był on promowany singlem „Donald Trump” i utworami „Wear My Hat”, „BDE Bonus” i „All Around The World”. Do realizacji mixtape’u przyłączyli się Just Blaze, 9th Wonder i Chuck Inglish. 22 listopada 2010 roku w serwisie YouTube.com ukazał się pierwszy singiel „Knock Knock”.
29 marca 2011 wydał EPke zatytułowaną „On And On And Beyond”, jest to sześć utworów wyprodukowanych przez Rostum Records. 5 lipca 2011 roku Miller zapowiedział tytuł swojego pierwszego albumu studyjnego „Blue Slide Park” na swoim kanale w serwisie YouTube z planowaną premierą na jesień 2011 roku.
We wrześniu 2011 roku okazało się, że Miller wyda mixtape „92 Til Infinity” produkowany przez DJ Jazzy Jeff. Mixtape miał ukazać się przed wydaniem „Blue Slide Park”.
Przed rozpoczęciem w 2011 krajowej trasy koncertowej promującej „Blue Slide Park”, Miller udał się do Europy z trasą „Incredibly Dope Tour” odwiedzając takie miasta jak Londyn, Manchester i Amsterdam.
14 października 2011 roku Mac Miller wydał mixtape zatytułowany „I Love Life, Thank You”, na który składało się 13 utworów. Wydawnictwo ukazało się z okazji uzyskania 1 000 000 fanów na Twitterze artysty. Gościnny udział w wydawnictwie wzięli Sir Michael Rocks z The Cool Kids, Talib Kweli, i Bun B.
W listopadzie 2011 roku „Blue Slide Park” zadebiutował jako numer 1 na liście Billboard 200, w pierwszym tygodniu sprzedano 144 tys. egzemplarzy.
23 marca 2012 roku Mac Miller wydał siódmy mixtape „Macadelic”. Jako singiel został wybrany utwór „Loud”, który trafił na 53. miejsce na liście Billboard. Do utworu został zrealizowany teledysk, a kolejnym zekranizowanym singlem z „Macadelic” był utwór „Thoughts from the balcony”.

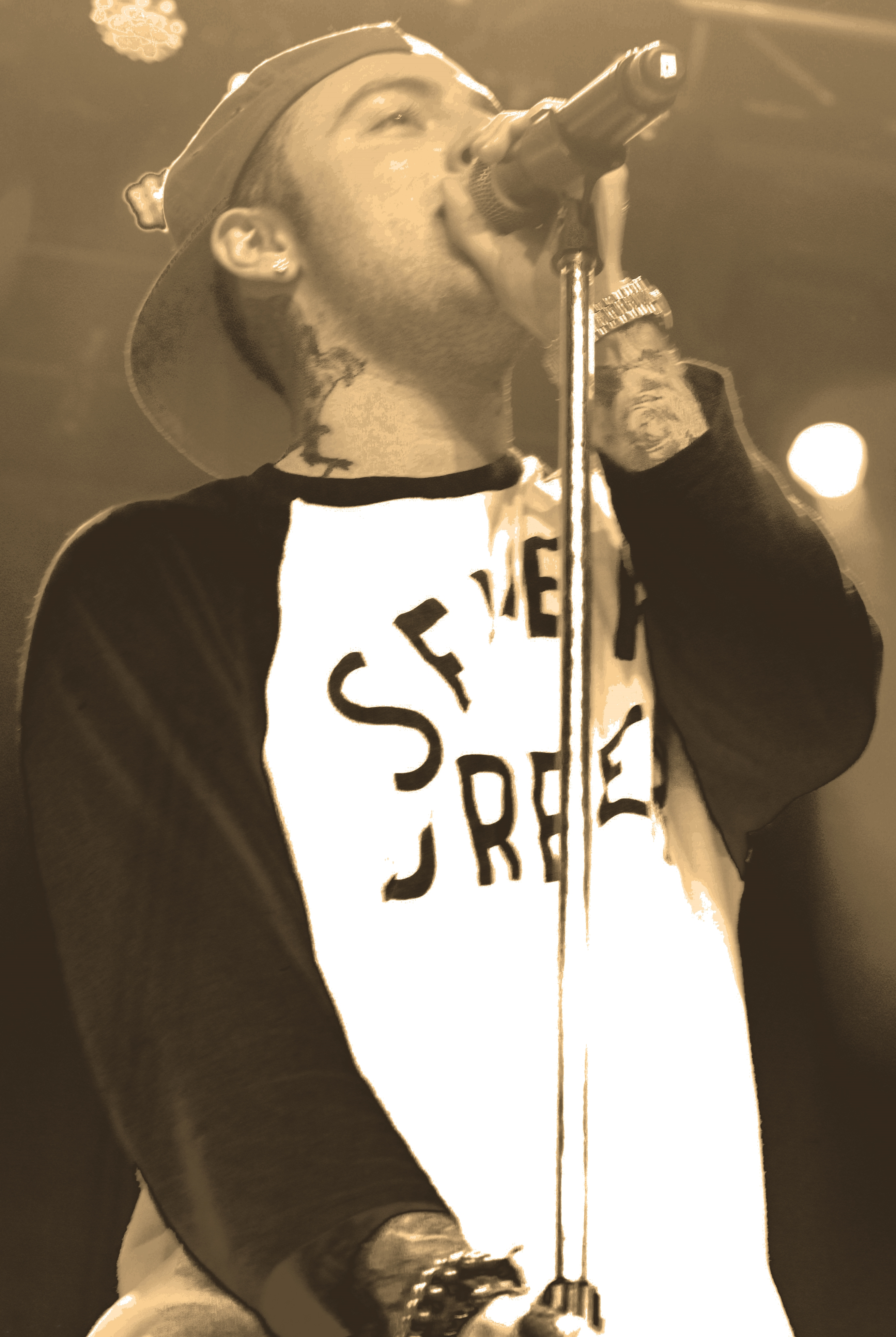
Występ artysty podczas The Space Migration Tour w 2013

1 listopada Mac Miller wprowadzał na rynek EP pod tytułem You pod pseudonimem Larry Lovenstein & The Revival. EP to zbiór melodyjnych, autorskich jazzowych piosenek Maca.
14 października 2012 Miller zapowiedział wydane drugiego albumu Watching Movies With the Sound Off na początku 2013. Z Millerem mieli współpracować tacy goście jak ScHoolboy Q, Ab-Soul, Earl Sweatshirt, Tyler, the Creator, Action Bronson i Jay Electronica. Mówiąc o pracy przy albumie i produkcji samej w sobie Mac Miller określił to jako „coś bardzo osobistego, więc album to trochę jakby wyrzucenie z siebie wszystkiego i czekanie co będzie dalej”.
Ponadto Mac Miller przyznał, że chce zakończyć pracę nad 92 Till Infinity  wspólnie z DJ Jazzy Jeff na początku 2013.
9 marca 2013 Malcolm zapowiadał, że pierwszym singlem z Watching Movies... będzie „Somebody Do Somethin (S.D.S)”, a oficjalna data wydania płyty to 18 czerwca 2013, tego samego dnia co „Yeezus” Kanye Westa i „Born Sinner” Cole’a.
14 marca 2013 Miller wydał nowy mixtape oparty wyłącznie na beatach rapera, zatytułowany Run-On Sentences Vol. 1 – produkcja wyprodukowana pod pseudonimem Larry Fisherman.
Album Watching Movies With the Sound Off spotkał się z pozytywnymi opiniami krytyków, którzy chwalili nowe brzmienie Maca. Płyta uzyskała również duży sukces komercyjny plasując się na 3 miejscu na liście Billboard i rozchodząc się w liczbie 101 tys. kopii w pierwszym tygodniu. „S.D.S”, „Goosebumpz” i „Watching Movies” to trzy single pochodzące z płyty.
Mac Miller założył swoją własną wytwórnię na początku 2013 nazwaną REMember Music na cześć swojego zmarłego przyjaciela.
W październiku McCormick pojawił się na europejskiej trasie Lil Wayne’a i 2Chainza. 31 października 2013 wydał całkowicie samodzielnie wyprodukowany mixtape zatytułowany Delusional Thomas, natomiast 17 grudnia 2013 wydał pierwszy album live pod tytułem Live from Space.

### 2014–2018: GO:OD AM, The Divine Feminine i Swimming

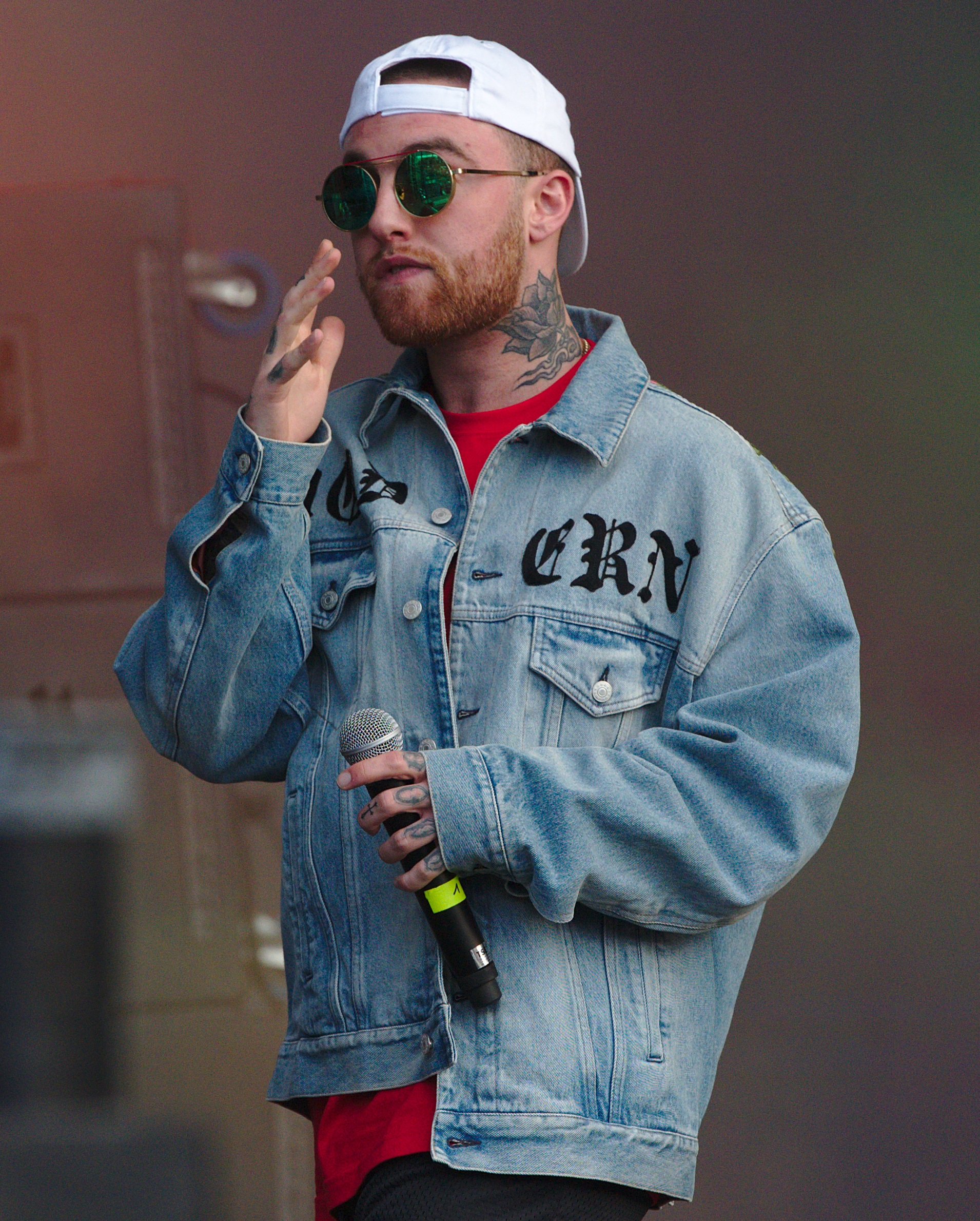
Miller podczas występu na Splash! festival w 2017 roku

W styczniu 2014 roku Miller rozstał się, wraz z wygaśnięciem kontraktu, z wytwórnią Rostrum Records. 11 maja 2014 artysta wydał niezależnie swój dziesiąty mixtape Faces. Colin Stutz z magazynu Billboard napisał, że krążek „pokazuje introspekcję [Millera], rozmyślającęgo o swoim uzależnieniu, sławie i przeszłości”. W połowie roku na kanale MTV2 rozpoczęto emisję drugiego sezonu reality show Mac Miller and the Most Dope Family, ukazującego życie artysty w Los Angeles.
W październiku 2014 roku Miller podpisał umowę z wytwórnią Warner Bros. Records. Wybrał tę wytwórnię, jako „najbardziej niezależną”, z którą się do tej pory spotkał. Pierwszym wydawnictwem pod szyldem nowej wytwórni został wydany 18 września 2015 roku album GO:OD AM. Krążek zadebiutował dzięki łącznej sprzedaży 87 000 egzemplarzy w pierwszym tygodniu od premiery na czwartym miejscu notowania Billboard 200 w Stanach Zjednoczonych. Album promowały single „100 Grandkids” oraz „Weekend”.
Zaraz po ukończeniu trzeciego albumu artysta rozpoczął prace nad nagrywaniem kolejnego albumu. Niecały rok po premierze poprzedniego wydawnictwa, 16 września 2016 roku ukazał się album The Divine Feminine, który osiągnął drugie miejsce na liście najpopularniejszych albumów w Stanach Zjednoczonych.
Piąty album Mac Millera pt. Swimming miał swoją premierę 16 sierpnia 2018 roku. Krążek otrzymał generalnie pozytywne recenzje od krytyków muzycznych. Swimming debiutował na trzecim miejscu notowania Billboard 200 oraz uzyskał status złotej płyty w Stanach Zjednoczonych za sprzedaż 500 000 egzemplarzy. Wydawnictwo było nominowane do nagrody Grammy w kategorii Best Rap Album.

### Publikacje po śmierci artysty
Pierwszym wydawnictwem, które ukazało się po śmierci artysty był utwór „Time” nagrany wspólnie z Free Nationals i Kali Uchis. W styczniu 2020 roku rodzina Millera zapowiedziała, że szósty album artysty ukaże się 17 stycznia i będzie nosić tytuł Circles. Dzięki sprzedaży 164 000 egzemplarzy w pierwszym tygodniu, Circles zadebiutował na trzecim miejscu Billboard 200. Pierwszy singel promujący album zatytułowany „Good News” stał się jego najwyżej notowanym utworem jako solowy artysta, osiągając 17 pozycję na liście Billboard Hot 100.

## Śmierć
Zmarł 7 września 2018 w San Fernando Valley, miał zostać znaleziony około południa w swoim domu. Jesienią tego roku Mac Miller miał wyruszyć w trasę koncertową promującą najnowszy album „Swimming”. 5 listopada 2018 biuro koronera ogłosiło, że przyczyną śmierci Millera było przypadkowe przedawkowanie substancji psychoaktywnych – jednocześnie fentanylu, kokainy i alkoholu.

## Życie prywatne
Od sierpnia 2016 roku był związany z Arianą Grande. W maju 2018 roku Grande oficjalnie potwierdziła plotki o rozstaniu z Millerem, ale powiedziała, że pozostają dobrymi przyjaciółmi.

## Nagrody i wyróżnienia
- W 2009 roku, w wieku 17 lat, zakwalifikował się do finałowej czwórki konkursu Rhyme Calisthenics zawodów MC w Shadow Lounge.
- W 2010 roku otrzymał dwie nagrody w Pittsburghskim plebiscycie Hip-hopowym, za klip do „Live free” i dla najlepszego artysty poniżej 21 roku życia.
- We wrześniu 2011 zespół Maroon 5 poinformował, że Mac Miller będzie zaproszony do remiksu utworu „Moves Like Jagger” zajmującego czołowe miejsca list przebojów.
- W 2011 roku Miller został wybrany do jedenastki raperów prezentowanych przez magazyn XXL w kategorii freshmen 2011.
- Pierwszy singiel z płyty „Best Day Ever”, „Donald Trump” uzyskał wynik 53 milionów wyświetleń w serwisie YouTube i Donald Trump który, sam jest wymieniony w piosence udostępnił wideo na portalu Twitter, gdy osiągnął 20 milionów odsłon stwierdzając „Who wouldn’t be flattered?” („Kto nie byłby zaszczycony?”). Oświadczył, że Miller jest „nowym Eminemem”, i stwierdził: „Jestem bardzo dumny z niego.” Przychylność Donalda Trumpa pomogła Millerowi w utrzymaniu rosnącej popularności.
- Utwór w iTunes debiutował na poz. 73 i osiągnął poz. 40, zanim Miller podpisał kontrakt w dużej wytwórni.
- W 2011 roku jego pierwszy występ telewizyjny miał miejsce w VH1 w programie „Single Ladies” grał fikcyjną wersję samego siebie odnosząc sukces sprzedając jeden ze swoich mixtape’ów jednemu z głównych bohaterów. Również w 2011 roku, był członkiem artystów MTV Jams Fab Five.

## Dyskografia

### Albumy
- Blue Slide Park (2011)
- Watching Movies with the Sound Off (2013)
- GO:OD AM (2015)
- The Divine Feminine (2016)
- Swimming (2018)
- Circles (2020)
- Balloonerism (2025)

### Minialbumy
- On and On and Beyond (2011)

### Mixtape
- But My Mackin’ Aint Easy (2007)
- How High: The Mixtape (2008)
- The Jukebox: Prelude to Class Clown (2009)
- The High Life (2009)
- K.I.D.S. (2010)
- Best Day Ever (2011)
- I Love Life, Thank You (2011)
- Macadelic (2012)
- Faces (2014)